# Івайло Московський
Івайло Ангелов Московський — болгарський політик з ГЕРБ, міністр транспорту, інформаційних технологій та зв'язку в першому, другому та третьому уряді Бойка Борисова.

## Життєпис

### Освіта та ранні роки
Івайло Московський народився 19 липня 1972 року в місті Плевен, Болгарія. Закінчив Університет національного та світового господарства за спеціальністю «державні фінанси», а потім фінансовий менеджмент в Економічній академії у Свиштові.

### Професійна кар'єра
Між 1995 і 1996 роками працює інспектором промислового ризику та промислового страхування в «Софія Інс».
У 1999 році він став головою ради директорів та членом правління «Текстильного заводу Монтана» АД, де працював до 2002 року. У цей період він також був комерційним директором «Сата» ООД і членом наглядової ради «Аналітик» AD.
З 2002 по 2003 рік був комерційним директором «Балтекс комерс» ЕООД — комерційного представництва промислового обладнання компаній з Австрії та Німеччини. У період з 2003 по липень 2009 року працює менеджером «БГ НІТ» ЕООД — офіційного представництва STOLL — Німеччина для Болгарії.
Володіє англійською, німецькою та російською мовами.

### Політична кар'єра
З липня 2009 року по травень 2011 року обіймає посаду заступника міністра транспорту, інформаційних технологій та зв'язку та керівника органу управління Оперативної програми «Транспорт» у Міністерстві транспорту, інформаційних технологій та зв'язку.
З травня 2011 року по березень 2013 року перебуває на посаді міністра та керівника органу управління оперативної програми «Транспорт» у Міністерстві транспорту, інформаційних технологій та зв'язку.
У період з травня 2013 року по серпень 2014 року був депутатом у 42 Національної Асамблеї та уповноваженим з питань транспорту, інформаційних технологій та зв'язку та Комітету з енергетики.
У листопаді 2014 року вдруге був призначений міністром та керівником органу управління оперативною програмою «Транспорт» у Міністерстві транспорту, інформаційних технологій та зв'язку.
Міністр транспорту в уряді Борисова 3.